# 塔巴里斯坦擬白魚
塔巴里斯坦擬白魚（学名：Alburnoides tabarestanensis）為輻鰭魚綱鯉形目雅羅魚科擬白魚屬的其中一種，分布於亞洲伊朗Tajan River流域，體長可達8.3公分，棲息在河川底中層水域，生活習性不明。

## 扩展阅读
維基物種上的相關：塔巴里斯坦擬白魚